# Уряд Чехії
Уряд Чехії (чеськ. Vláda České republiky) — вищий орган виконавчої влади Чехії.

## Діяльність
Правове становище уряду визначено третьою главою Конституції Чехії, ухваленої 16 грудня 1992 року.

## Голова уряду
- Прем'єр-міністр — Петр Фіала.
- Віцепрем'єр-міністр з економічних питань.
- Віцепрем'єр-міністр з питань науки, досліджень та інновацій.

## Кабінет міністрів
Склад чинного уряду подано станом на 5 січня 2017 року.
| Логотип | Міністерство                                                       | Міністр                                | Фото | Час на посаді | Час на посаді | Партія | Партія | Вебсайт |
| ------- | ------------------------------------------------------------------ | -------------------------------------- | ---- | ------------- | ------------- | ------ | ------ | ------- |
|         | Міністерство внутрішніх справ                                      | Мілан Хованец (Milan Chovanec)         |      |               |               |        |        |         |
|         | Міністерство екології                                              | Річард Брабеч (Richard Brabec)         |      |               |               |        |        |         |
|         | Міністерство з питань прав людини, рівних можливостей і законності | Ян Хвойка (Jan Chvojka)                |      |               |               |        |        |         |
|         | Міністерство закордонних справ                                     | Любомир Заоралек (Lubomir Zaoralek)    |      |               |               |        |        |         |
|         | Міністерство культури                                              | Даніель Херман (Daniel Herman)         |      |               |               |        |        |         |
|         | Міністерство оборони                                               | Мартін Стропніцкі (Martin Stropnicky)  |      |               |               |        |        |         |
|         | Міністерство освіти, молоді та спорту                              | Катерина Валахова (Katerina Valachova) |      |               |               |        |        |         |
|         | Міністерство охорони здоров'я                                      | Мілослав Людвік (Miloslav Ludvik)      |      |               |               |        |        |         |
|         | Міністерство праці та соціального забезпечення                     | Міхаела Марксова (Michaela Marksova)   |      |               |               |        |        |         |
|         | Міністерство промисловості і торгівлі                              | Ян Младек (Jan Mladek)                 |      |               |               |        |        |         |
|         | Міністерство регіонального розвитку                                | Карла Слехтова (Karla Slechtova)       |      |               |               |        |        |         |
|         | Міністерство сільського господарства                               | Мар'ян Журечка (Marian Jurecka)        |      |               |               |        |        |         |
|         | Міністерство транспорту                                            | Дан Ток (Dan Tok)                      |      |               |               |        |        |         |
|         | Міністерство фінансів                                              | Андрей Бабіш (Andrej Babis)            |      |               |               |        |        |         |
|         | Міністерство юстиції                                               | Роберт Пелікан (Robert Pelikan)        |      |               |               |        |        |         |

## Будівля уряду

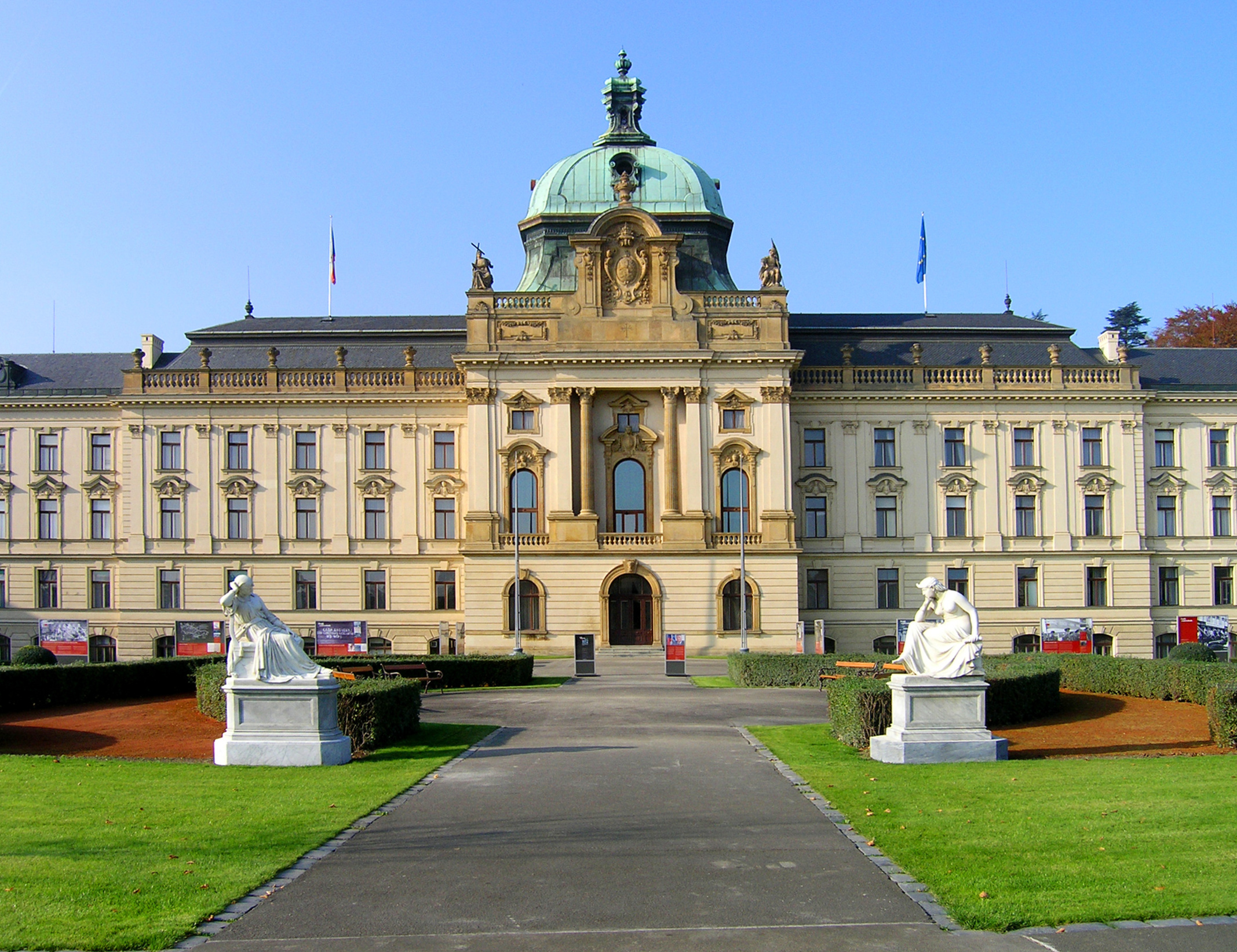
Стракова академія — резиденція Уряду Чеської Республіки